# Domenico Lucciardi
Domenico Lucciardi, italijanski rimskokatoliški duhovnik, škof in kardinal, * 9. december 1796, Sarzano, † 13. marec 1864.

## Življenjepis
30. julija 1820 je prejel duhovniško posvečenje.
21. decembra 1846 je bil imenovan za naslovnega nadškofa; škofovsko posvečenje je prejel 27. decembra istega leta.
10. aprila 1851 je bil imenovan za naslovnega patriarha. 5. septembra 1851 je bil imenovan za nadškofa (osebni naziv) škofije Senigallia.
15. marca 1852 je bil povzdignjen v kardinala in imenovan za kardinal-duhovnika S. Clemente.